# قائمة مسارح دمشق
أسماء بعض مسارح مدينة دمشق
- مسرح الحمراء
- مسرح القباني:من أقدم مسارح العاصمة يقع في شارع 29 أيار ويتبع وزارة الثقافة ومعظم عروضه جادة من الأدب العالمي أو العربي أو المحلي.
- مسرح دار أوبرا دمشق
- مسرح الدراما - دار الثقافة
- مسرح العرائس
- مسرح دمشق الدولي
- مسرح المركز الثقافي دمشق
- مسرح الخيام
- المسرح العسكري
- المسرح الدائري - المعهد العالي لعلوم التكنولوجيا
- مسرح قصر المؤتمرات
- مسرح الشام
- مسرح 8آذار : يوجد في شارع الجابري جانب فندق سمير أميس، كان سابقاً داراً للسينما وتحول إلى دار عرض مسرحي لصالح الإدارة السياسية في وزارة الدفاع.
- مسرح راميتا
- مسرح نقابة الفنانين
- مسرح مدينة المعارض الدولية
- مسرح قصر العظم - (مسرح غير ثابت)
- مسرح اتحاد نقابات العمال :وهو من أكبر المسارح ويقع مقابل مدخل فندق ميريديان دمشق، عرضت فيه مسرحيات عربية وسورية هامة، إضافة إلى عروض الفرق الفنية الاستعراضية.
- مسرح المعهد العالي للموسيقى
- مسرح المركز الثقافي - العدوي
- مسرح المركز الثقافي - المزة